# フーベルト・ライトゲープ

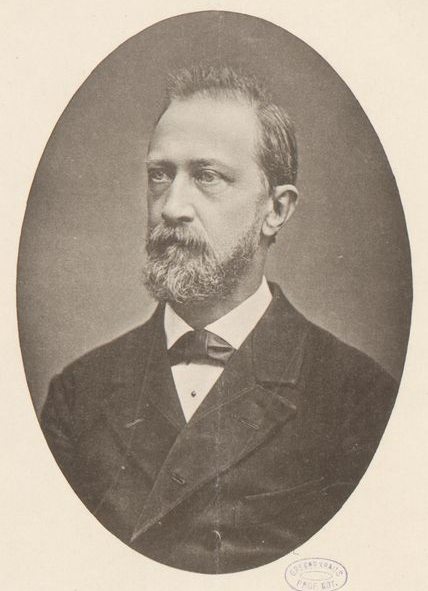
Hubert Leitgeb (1885年頃)

フーベルト・ライトゲープ（Hubert Leitgeb、1835年10月20日 - 1888年4月5日）は、オーストリアの植物学者。植物解剖学、植物生理学、苔類の生活史の分野を専門とした。グラーツ大学で働いた。

## 略歴
クラーゲンフルト＝ラント郡のポルテンドルフ（Portendorf）の地主の家に生まれた。屋敷で教育を受けた後、ケルンテンの歴史のある高校、Europagymnasium Klagenfurtに進んだ。クラーゲンフルトの聖パウロ修道院の庭園や園芸家のグラーフ（Rainer Graf）の影響で植物学に興味をもった。16歳でグラーツ大学へ進み自然科学を学んだ。2年後、ウィーン大学へ移り、フランツ・ウンガーのもとで小物解剖学を学んだ。1855年に最初の論文を発表し、同じ年にグラーツ大学から博士号を得た。1856年に教員資格を得た。
数年間、ツェリェやゴリツィアで高校の教師を務めた後、1864年から研究生活に戻り、ウィーンやミュンヘン大学で研究した。ミュンヘンではカール・ネーゲリのもとで研究した。1866年からグラーツの高校の教師をしながらグラーツ大学の講師も務めた。
1868年にグラーツ大学の植物学の非常勤教授になり、1869年に教授となった。1876年に学部長、1884年に学長も務めた。1873年にグラーツ工科大学のアウグスト・アイヒラーがキール大学に移った後、グラーツの植物園園長を兼任した。植物園の充実に尽力し、ウィーン大学やチュービンゲン大学の教授職への就任要請を断って、研究所の建物の新設などを働きかけたが、その要請は十分に満たされなかった。
主著は6巻の『苔類の研究』（Untersuchungen über die Lebermoose）で高く評価された。
レーゲンスブルクやエディンバラの植物学会の会員であり1873年にドイツの科学アカデミーレオポルディーナの会員に選ばれ、1878年にウィーン帝国科学アカデミーの会員に選ばれた。ドイツ植物学会の副会長にも選ばれた。
真核生物の種、Callidina leitgebi や 苔類の種、Zoopsis leitgebiana や ラン科の植物の属名、Leitgebia（Sauvagesiaのシノニム）に献名された 。

## 著作
- C. Nägeli, H. Leitgeb: Entstehung und Wachsthum der Wurzeln. In: Carl Nägeli (Hrsg.): Beiträge zur wissenschaftlichen Botanik. Viertes Heft. Verlag von Wilhelm Engelmann, Leipzig 1868, S. 73–160, urn:nbn:de:hebis:30:4-5449.
- Untersuchungen ueber die Lebermoose. 6 Hefte. 1874–1881
- Bau und Entwicklung der Sporenhäute und ihr Verhalten bei der Keimung. Graz 1884